# Francisco Bernabé Madero
Francisco Bernabé Madero (Buenos Aires, 14 de octubre de 1815 - ibídem, 3 de septiembre de 1896) fue un político, abogado y empresario argentino, Vicepresidente de la Nación entre 1880 y 1886. Fue fundador de la ciudad de Maipú, provincia de Buenos Aires.

## Biografía
Francisco de Paula Fortunato Estanislado Manuel de la Concepción (Bernabé en realidad era apellido) fue hijo de María del Carmen Viana y Juan Bernabé Madero, un noble español nacido en Potosí, cuya familia era original de Alicante.
De joven participó en la revuelta de los Libres del Sur contra el gobernador Juan Manuel de Rosas. Tras la derrota se exilió en Montevideo y se incorporó al ejército de Juan Lavalle, siguiendo al cual participó en la larga campaña contra Rosas; combatió en las batallas de Don Cristóbal, Sauce Grande y Quebracho Herrado. Al llegar a San Miguel de Tucumán, fue enviado por Lavalle a Bolivia, a pedir ayuda al gobierno de ese país contra Rosas. Fue el encargado de recibir en Bolivia los restos del ejército unitario después de la Batalla de Famaillá, y los restos mortales del propio Lavalle, muerto en Jujuy.
Más tarde se trasladó a Chile, de allí a Brasil y finalmente a Montevideo, donde prestó algunos servicios en la lucha contra el sitio de Oribe.
Después de la Batalla de Caseros regresó a Buenos Aires; tras participar en la revolución del 11 de septiembre de 1852 acompañó al general José María Paz a San Nicolás de los Arroyos, desde donde éste planificaba invadir Santa Fe y Córdoba.
Entre 1857 y 1861 fue juez de paz del partido de Monsalvo, en la provincia de Buenos Aires. En 1862 fue elegido diputado provincial, y el presidente Bartolomé Mitre lo nombró miembro de la Comisión de Crédito Público. Poco más tarde tomó partido por Adolfo Alsina contra Mitre.
Fue senador provincial en 1872, y enseguida el gobernador Mariano Acosta lo nombró su ministro de hacienda. Cuando el gobernador pasó a ser vicepresidente de la Nación, fue presidente del Banco Hipotecario provincial, del Ferrocarril Oeste y de la Sociedad Rural Argentina. Apoyó la política de conciliación de los partidos en 1875 y fue uno de los jefes de peso dentro del Partido Autonomista Nacional en la provincia de Buenos Aires como miembro del ala disidente, aliado de Dardo Rocha.

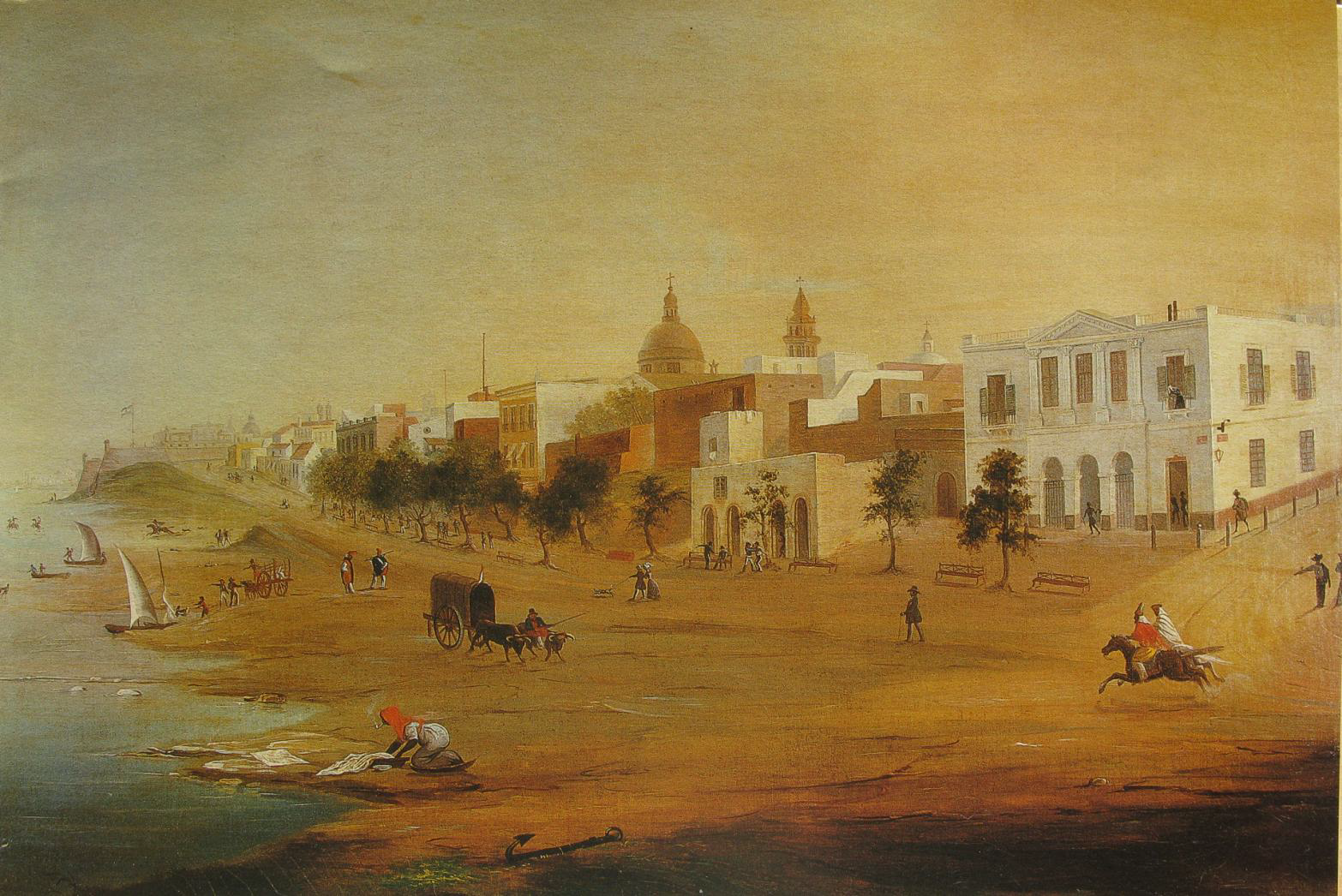
La residencia de Madero, en Paseo de Julio y Corrientes. (ca.1847)

En 1875 fundó la ciudad de Maipú. Su estancia fue considerada un modelo de mejoramiento de las razas bovinas y equinas.
Fue vicepresidente de la Nación durante la primera presidencia de Julio Argentino Roca, entre 1880 y 1886. Su papel político fue muy menor, opacado por la brillante figura de Roca y las de sus aliados, como los gobernadores Rocha y Miguel Juárez Celman, o los ministros Bernardo de Irigoyen, Carlos Pellegrini, Benjamín Victorica o Eduardo Wilde. 
En sus últimos años fue miembro de los directorios de los bancos de la Nación, Municipal de Buenos Aires e Hipotecario Nacional. También en esa época fue presidente del Ferrocarril Oeste, que había sido privatizado.
Falleció en Buenos Aires en septiembre de 1896.
Estaba casado con Marta Ramos Mexía y Segurola, propietaria de las tierras que hoy conforman la localidad de Villa Madero, la cual lleva su nombre en su honor. Era tío de Eduardo Madero, un comerciante que dedicó su vida al desarrollo de un proyecto portuario y que luego obtuvo el contrato de remodelación del puerto de Buenos Aires, llamado muchos años "Puerto de Buenos Aires" y hoy Puerto Madero.
Sus restos y los de su mujer descansan en la iglesia de Nuestra Señora del Rosario, en Maipú.

## Epónimos
La calle Madero, que recorre los barrios de Liniers, Versailles, Villa Real y Ciudadela, lleva su nombre en honor a Francisco Madero, a diferencia de la Avenida Eduardo Madero (que lleva su nombre en honor a su sobrino, Eduardo Madero), que corre en igual sentido norte-sur y se encuentra en el lado opuesto de la ciudad.